# Anurophorus ganghwaiensis
Anurophorus ganghwaiensis är en urinsektsart som beskrevs av Lee 1977. Anurophorus ganghwaiensis ingår i släktet Anurophorus och familjen Isotomidae. Inga underarter finns listade i Catalogue of Life.